# Rojnik górski

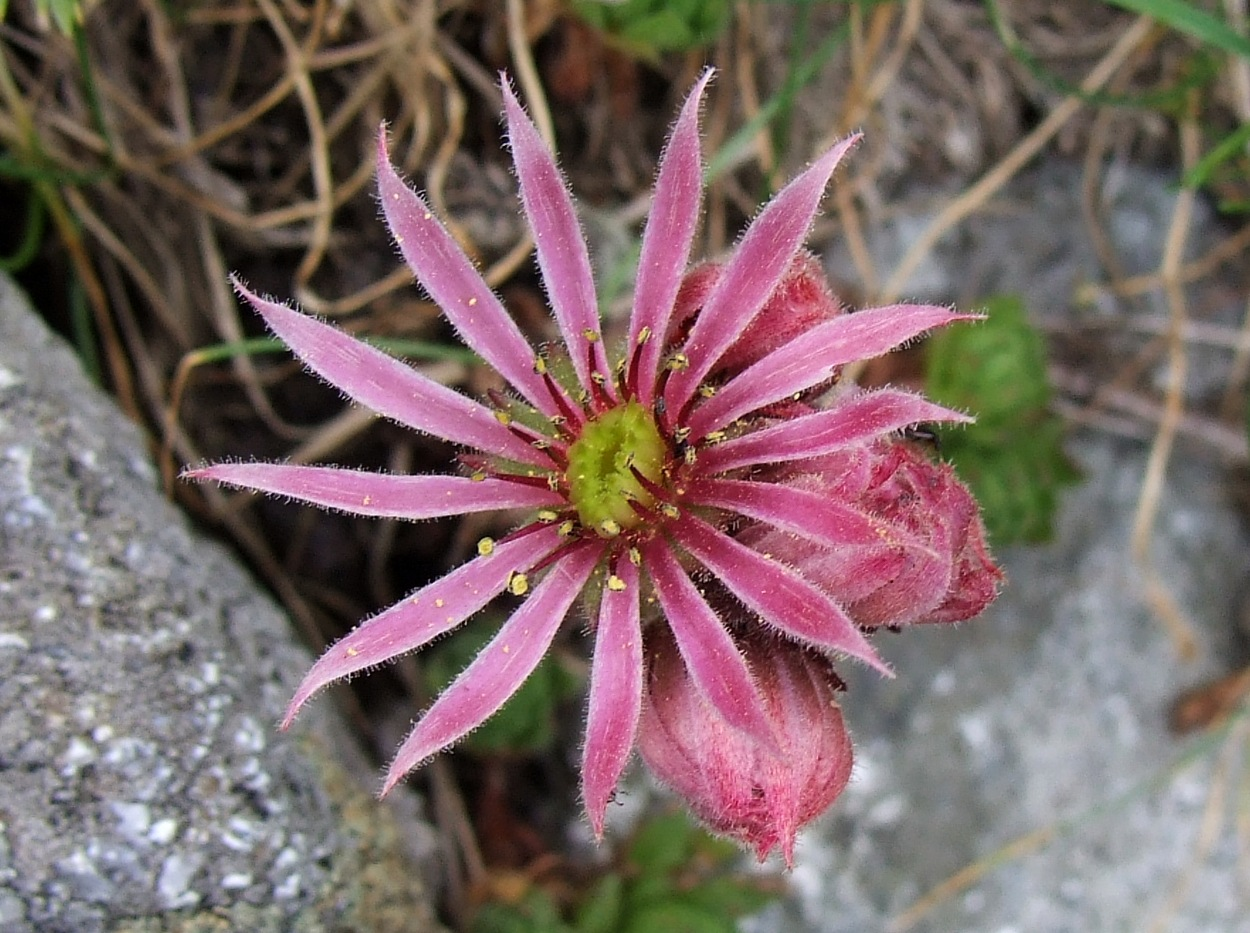
Kwiat

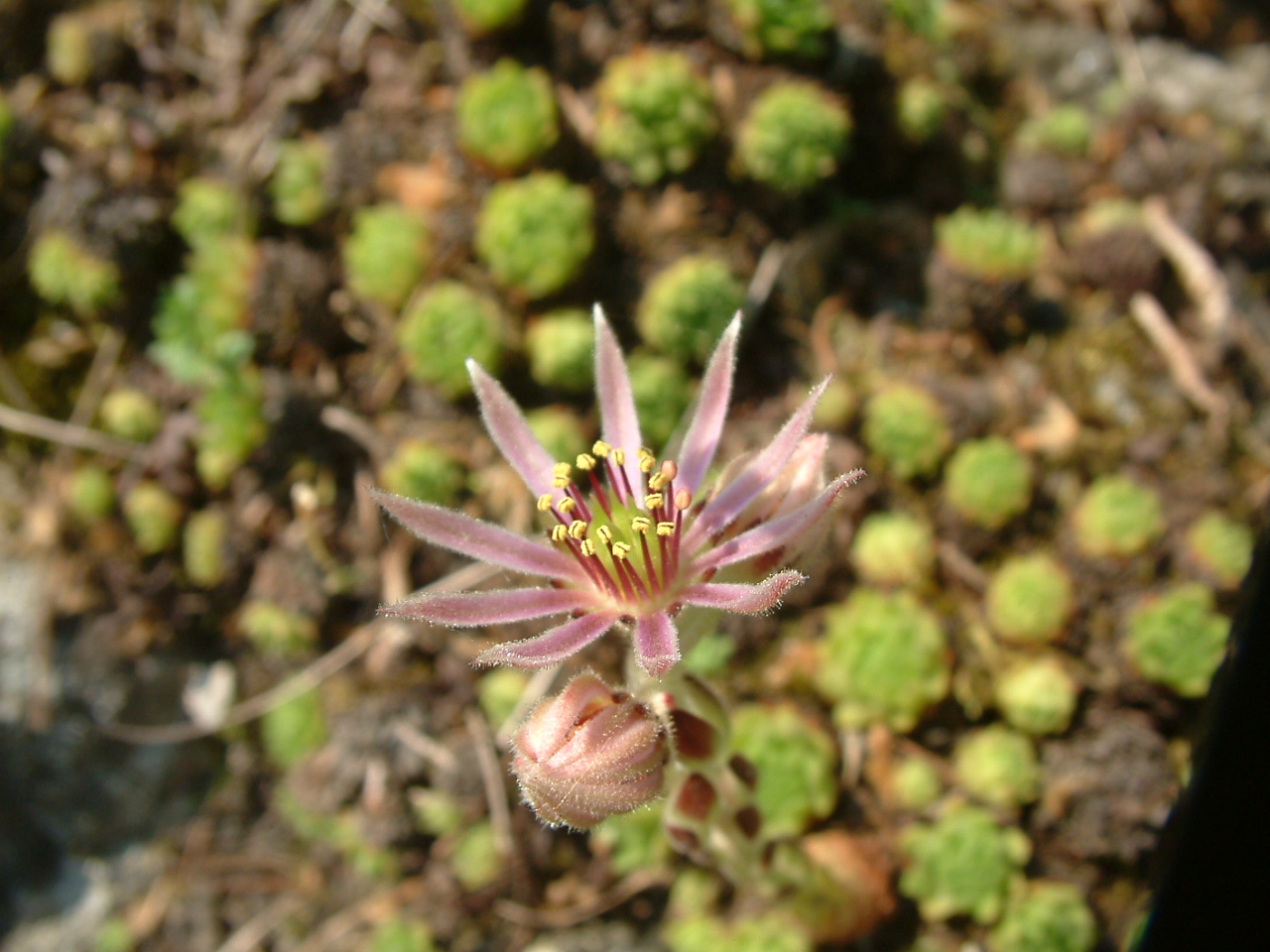
Kwitnący rojnik

Rojnik górski (Sempervivum montanum L.) – wysokogórski gatunek roślin z rodziny gruboszowatych. Występuje na Korsyce, w Alpach, Pirenejach i w Karpatach. W Polsce rośnie tylko w Tatrach, w Babiogórskim Parku Narodowym i na pojedynczych stanowiskach w Bieszczadach.

## Morfologia
PokrójRoślina, tworząca z mięsistych liści różyczki, ciasno ułożone jedna obok drugiej.
ŁodygaWyrasta w lipcu, ze środka różyczki niektórych, dobrze rozwiniętych liści. Osiąga wysokość 10–20 cm. Jest gruba i pokryta na całej długości skrętolegle ułożonymi listkami.
LiścieMięsiste, odwrotnie jajowate, ciasno ułożone obok siebie tworzą na ziemi pękatą różyczkę o średnicy do 5 cm. Posiadają krótkie kosmki gruczołowe.
KwiatyNa szczycie łodyg kwiatowych wyrastają w lipcu – sierpniu kwiatostany złożone z kilku do kilkunastu pojedynczych kwiatów. Ciemnoróżowe, okazałe kwiaty mają zarówno kielich, jak i koronę złożone z 12 – 16 wąskich i długich, zakończonych spiczasto płatków. Wnętrze kwiatu wypełniają żółte pręciki i słupki. Płatki korony są szeroko rozwarte. Po kolorze kwiatów bardzo łatwo można rozróżnić rojnika górskiego od rojnika pospolitego.
OwoceMałe i liczne mieszki zawierające dużo bardzo małych i bardzo lekkich nasion.
KorzenieKrótkie i słabo rozgałęzione.

## Biologia i ekologia
- Rozwój: bylina, chamefit. Kwitnie od lipca do sierpnia, jest owadopylny, nasiona rozsiewane są przez wiatr. Po dojrzeniu owoców różyczka liściowa rojnika obumiera. Pozostałe, większe różyczki, które nie brały udziału w wytwarzaniu kwiatu i owocu, rozmnażają się wegetatywnie, wypuszczając długie rozłogi. Na końcach tych rozłóg wyrastają nowe, malutkie różyczki, które następnie ukorzeniają się w glebie. Niektóre różyczki liściowe odrywają się od macierzystej rośliny. Mogą być następnie przez wiatr lub wodę przenoszone dosyć daleko. Nawet po długim czasie mogą się ukorzenić, gdy trafią na sprzyjające warunki.
- Siedlisko: właściwym środowiskiem życia rojnika górskiego są skały, obrzeża piargów, piaszczysto-trawiaste zbocza, półki i szczeliny skalne. Rośnie niemal wyłącznie na podłożu granitowym i kwarcytowym. Jest rośliną bardzo wytrzymałą. Zawdzięcza to swoim liściom. Liście te zawierają w sobie dużo wody, co pozwala rojnikowi przetrzymać nawet długie okresy w pełnym słońcu, bez wody. W Tatrach rośnie od piętra kosodrzewiny do piętra turniowego, aż po wysokość 2500 m n.p.m., głównie w piętrze kosówki i piętrze alpejskim. Gatunek światłolubny.

## Zagrożenia i ochrona
Gatunek w Polsce objęty ścisłą ochroną gatunkową. Nie jest zagrożony, wszystkie jego stanowiska bowiem znajdują się na obszarze parków narodowych.